# کریس دافی (بازیکن فوتبال، زاده۱۸۸۴)
کریس دافی (انگلیسی: Chris Duffy; ۲۴ ژانویهٔ ۱۸۸۴ – سپتامبر ۱۹۷۱ (۸۷ ساله)) بازیکن فوتبال اهل بریتانیا بود.
از باشگاه‌هایی که در آن بازی کرده‌است می‌توان به باشگاه فوتبال نیوکاسل یونایتد، باشگاه فوتبال لستر سیتی، باشگاه فوتبال بری، باشگاه فوتبال برنتفورد، باشگاه فوتبال میدلزبرو و باشگاه فوتبال برادفورد سیتی اشاره کرد.